# Tipula (Vestiplex) kwanhsienana
Tipula (Vestiplex) kwanhsienana is een tweevleugelige uit de familie langpootmuggen (Tipulidae). De soort komt voor in het Palearctisch gebied.